# 太田敏夫
太田敏夫（おおた としお，1919年3月20日—1942年10月21日），是第二次世界大战（太平洋战争）时期日本海军的战斗机驾驶员。

## 经历
1919年（大正8年），太田敏夫出生于日本长崎县西彼枡郡的瀬川村（今天的西海市）。1935年（昭和10年）加入了“佐世保海兵团”，直到1939年（昭和14年）作为海军的“操纵练习生”在“金刚”号巡洋舰上短期服役。1941年（昭和16年），加入了“第一二航空队”被派属到了中国漢口，但未能参加任何战斗任务。
1941年（昭和16年）10月，他被分派到台灣台南基地新成立的台南海軍航空隊。太平洋戰爭爆發第一天，即12月8日，他參加了對菲律賓克拉克空軍基地的空襲。1942年1月29日，太田和另外兩架飛機在婆羅洲巴厘巴板空軍基地及停泊地上空巡邏時，與美國陸軍第七轟炸大隊的四架波音B-17飛行堡壘轟炸機編隊交戰。太田在戰鬥中受傷。
1942年4月1日，台南航空隊被編入第25航空隊，太田隨隊移防拉包爾。
1942年（昭和17年）4月11日，从“台南空”在莱城周围的基地起飞，在新几内亚附近击落了一架“柯蒂斯”P－40E“战鹰”，作为了他的第一个战果。
1942年（昭和17年）8月7日，太田在一次进攻瓜达尔卡纳尔岛的任务中击落了四架“格鲁门公司”F4F“野猫”。1942年10月21日凌晨，太田從拉包爾機場起飛，13架零戰一同護送從三澤基地起飛的12架陸基攻擊機，準備轟炸瓜達爾卡納爾機場。戰鬥結束後，9架陸基攻擊機成功轟炸了該地區並返回拉包爾。太田是唯一沒有返航的飛行員，據信擊落他的是美國海軍陸戰隊第212戰鬥機攻擊中隊的朱利（Frank C. Drury）中尉。

## 人物
据记载，太田敏夫的空中格斗技术相当出色。連同最後一次任務，太田移防拉包爾之後總出擊61次，生涯累積擊落敵機36架，在日本海军王牌驾驶员里排名第六。太田和当时同部队的坂井三郎和西泽广义被称为“台南空的三羽乌”（台南空の三羽烏）。坂井三郎则曾在自己的书里描写太田是一个出奇开朗而且和蔼可亲的人，和相对内向的西泽不同，他“更加属于日本的夜生活”。

## 相关项目
- 坂井三郎
- 岩本彻三
- 笹井醇一
- 西泽广义
- 台南海军航空队